# Ольга Вотавова
Ольга Вотавова (чеськ. Olga Votavová; нар. 10 липня 1966) — колишня чеська тенісистка.
Найвищу одиночну позицію світового рейтингу — 169 місце досягла 19 січня 1987, парну — 247 місце — 25 квітня 1988 року.

## Фінали ITF
| Легенда         |
| --------------- |
| Турніри $25,000 |
| Турніри $10,000 |

### Одиночний розряд: 4 (2–2)
| Результат | Ранг | Дата          | Турнір                                    | Покриття | Суперниця         | Рахунок       |
| --------- | ---- | ------------- | ----------------------------------------- | -------- | ----------------- | ------------- |
| Перемога  | 1.   | 1 жовтня 1984 | Бол, Югославія                            | Ґрунт    | Яна Новотна       | 6–3, 6–2      |
| Поразка   | 1.   | 15 липня 1985 | Swedish Open, Швеція                      | Ґрунт    | Марія Ліндстрем   | 6–4, 3–6, 5–7 |
| Поразка   | 2.   | 6 квітня 1986 | Барі, Італія                              | Ґрунт    | Патрісія Тарабіні | 0–6, 4–6      |
| Перемога  | 2.   | 3 серпня 1986 | Гехінген (Цоллернальб), Західна Німеччина | Ґрунт    | Барбара Поллет    | 6–1, 6–2      |

### Парний розряд: 4 (2–2)
| Результат | Ранг | Дата           | Турнір                            | Покриття | Партнерка       | Суперниці                        | Рахунок       |
| --------- | ---- | -------------- | --------------------------------- | -------- | --------------- | -------------------------------- | ------------- |
| Перемога  | 1.   | 25 серпня 1984 | Реда-Віденбрюк, Західна Німеччина | Ґрунт    | Андреа Голікова | Андреа Тьєцці Беатріс Вільяверде | 7–5, 6–4      |
| Поразка   | 1.   | 29 липня 1985  | Ноймюнстер, Західна Німеччина     | Тверде   | Гана Фукаркова  | Івона Бржакова Маріе Пінтерова   | 0–6, 5–7      |
| Перемога  | 2.   | 5 серпня 1985  | Кіцбюель, Австрія                 | Ґрунт    | Гана Фукаркова  | Нора Байчикова Петра Тесарова    | 7–5, 6–3      |
| Поразка   | 2.   | 11 квітня 1988 | Казерта, Італія                   | Ґрунт    | Геллас тер Рієт | Дженніфер Ф'юкс Марія Страндлунд | 6–2, 3–6, 1–6 |